# Годзэ
Годзэ (яп. 瞽女, букв. «слепые женщины») — группы слепых или слабовидящих певиц и исполнительниц в Японии.

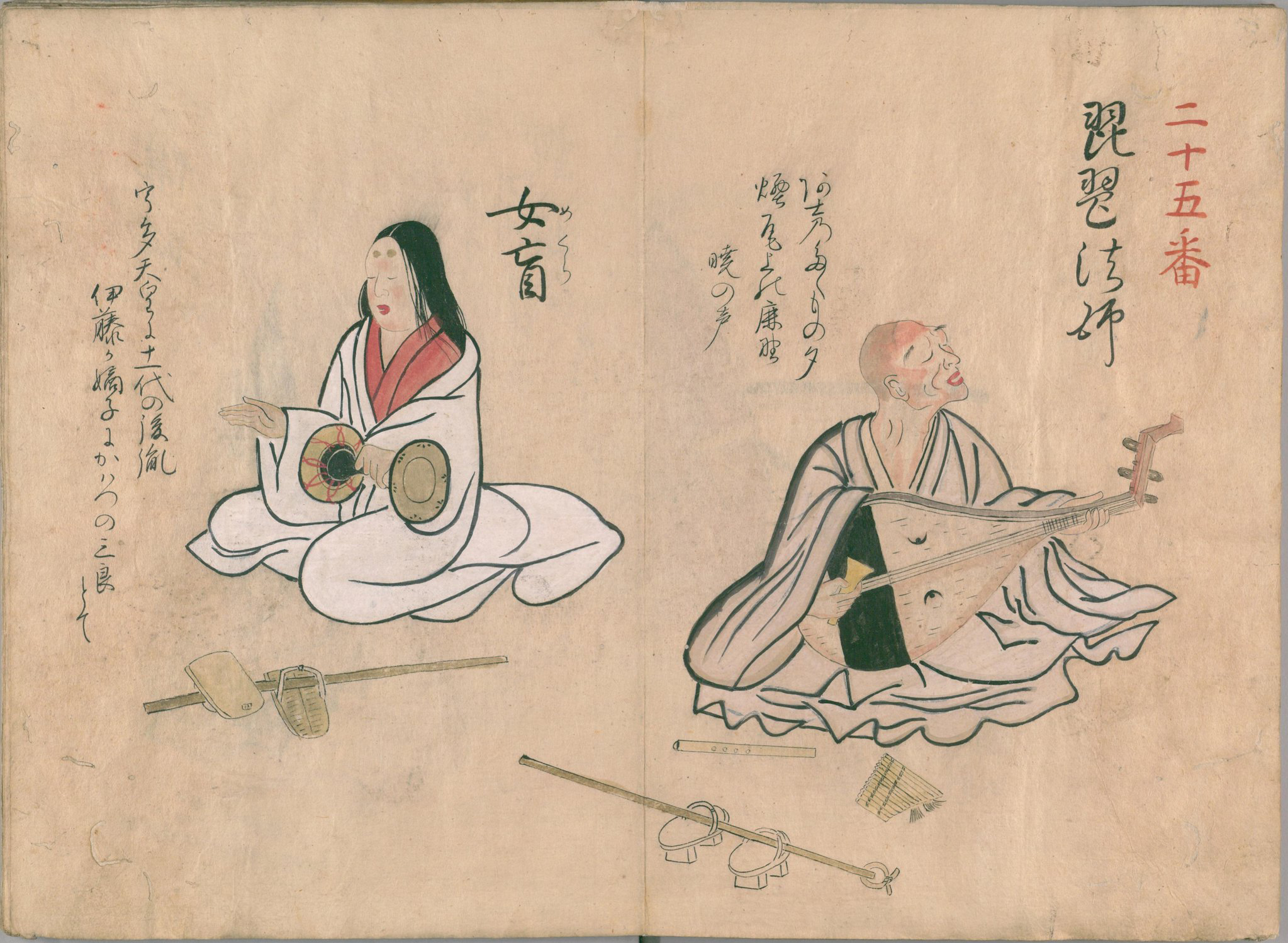
Годзэ и бива-хоси

Считается, что годзэ появились в Японии в начале Нового времени (в конце периода Муромати) и были достаточно многочисленны до середины XX века, как минимум в регионе Хокурику префектуры Ниигата. Традиционными музыкальными инструментами годзэ были сямисэн и кокю, они не только играли на них, но и исполняли песни; их искусство было сугубо уличным (кадодзукэ), а сами они странствовали по разным областям государства. Годзэ не имели каких-либо специализированных школ, обычно у одной наставницы обучалось несколько учениц. По некоторым данным, годзэ могли оказывать и сексуальные услуги, однако ныне в их общинах это запрещено.
Феномен годзэ стал сходить на нет приблизительно с 1955 года, но в деревнях Ниигаты некоторое их количество сохраняется до сих пор. В 1970 году песни и музыка годзэ были включены в список нематериального культурного наследия Японии.